# Wądroże Małe
Wądroże Małe is een plaats in het Poolse district  Jaworski, woiwodschap Neder-Silezië. De plaats maakt deel uit van de gemeente Wądroże Wielkie en telt 200 inwoners.

## Verkeer en vervoer
- Station Wądroże Małe